# Bête de Stronsay

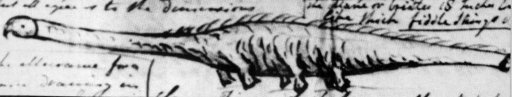
Esquisse de la bête de Sronsay par Sir Alexander Gibson en 1808.

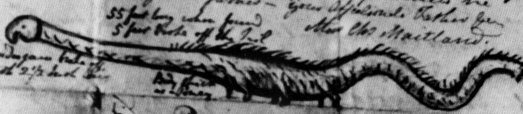
Esquisse de monstre.

La bête de Stronsay est une grosse créature marine retrouvée sur les rives de l'île de Stronsay (à ce moment appelée Stronsa), aux Orcades, après une tempête en 1808. La carcasse mesure 16,8 m de long, mais une partie de la queue était manquante, et l'animal devait être plus long. La Natural History Society (Wernerian Society) d'Édimbourg n'a pu identifier la carcasse et estime qu'il s'agit d'une nouvelle espèce, probablement un serpent de mer. Plus tard, l'anatomiste Sir Everard Home de Londres remet en cause les mesures, indiquant que l'animal devait faire 10 m, et considère qu'il s'agit de la carcasse d'un requin pèlerin, ces derniers pouvant prendre une allure similaire à celle d'un plésiosaure durant leur décomposition. En 1849 le professeur écossais John Goodsir arrive aux mêmes conclusions. Toutefois, le plus grand requin pèlerin connu faisait 12 m de long, et la bête de Stromsay reste une sorte d'énigme de la cryptozoologie.
- La bête de Stronsay faisait 16,8 m de long, et a été mesurée par trois témoins, dont un charpentier et deux fermiers.
- Elle faisait 1,2 m de large et avait une circonférence d'environ 3 m,
- Elle avait trois paires de nageoires,
- Sa peau était lisse quand on la touchait de la tête vers la queue et rugueuse dans l'autre sens,
- Ses nageoires se terminent par des poils,
- Le contenu de son estomac est rouge[2].

Yvonne Simpson, une généticienne des Orcades, a fait des recherches pour démontrer que la bête de Stronsay devait être un requin pèlerin anormalement grand, ou une espèce de requins inconnue fortement apparentée. Les esquisses représentant la bête de Stronsay sont étrangement similaires en forme et en taille à ceux du monstre du Loch Ness. Le monstre est décrit comme cartilagineux plutôt qu'osseux, ce qui le place parmi les requins plutôt que les plésiosaures ou les baleines. La troisième paire d'appendices pourrait être le ptérygopode  d'un requin mâle. C'est peut-être également un Regalecidae d'une taille très au-dessus de la norme.